# Дубенка (приток Липни)
Дубенка — река в России, протекает в Гаврилово-Посадском районе Ивановской области. Правый приток Липни.

## География
Река берёт начало близ села Дубенки. Течёт на север. У села Рыково принимает воды своего левого притока, реки Нетечки. Устье реки находится в 4 км по правому берегу реки Липня. Длина реки составляет 10 км.

## Данные водного реестра
По данным государственного водного реестра России относится к Окскому бассейновому округу, водохозяйственный участок реки — Нерль от истока и до устья, речной подбассейн реки — бассейны притоков Оки от Мокши до впадения в Волгу. Речной бассейн реки — Ока.
Код объекта в государственном водном реестре — 09010300812110000032654.